# Gunther Schmidt (Mathematiker)
Gunther Schmidt (* 28. November 1939 in Rüdersdorf bei Berlin) ist ein deutscher Mathematiker und Informatiker.

## Leben
Gunther Schmidt ist der Sohn eines Oberamtsrichters. Er studierte ab 1957 an der Universität Göttingen Mathematik, fortgesetzt ab 1960 in München an der Ludwig-Maximilians-Universität München. Seine Lehrer waren vor allem Kurt Reidemeister, Wilhelm Klingenberg und Karl Stein. Er diplomierte 1962 mit Funktionentheorie mehrerer komplexer Veränderlichen.
Seit 1962 arbeitete er als Assistent für Robert Sauer an der (damaligen) Technischen Hochschule München vor allem für Ingenieurmathematik, promovierte aber 1965/66 noch bei Stein an der Ludwig-Maximilians-Universität München. Im Aufkommen der Informatik seit 1967 fand er zunächst zu Themen aus Kombinatorik und Graphentheorie. 1977/78 habilitierte er sich für Informatik an der TU München und wurde 1980 Extraordinarius. Längere Zeit vertrat er das Ordinariat des verstorbenen Klaus Samelson. Es entstanden zusammen mit Thomas Ströhlein die Bücher Relationen und Graphen und Relations and Graphs.
In der Lehre kamen hinzu Mathematische Logik, Semantik der Programmiersprachen, Übersetzerbau, Algorithmische Sprachen und die Zyklen der Anfängervorlesungen. Von 1988 bis zu seiner Pensionierung 2004 hatte er eine C4-Professur inne an der Fakultät für Informatik der Universität der Bundeswehr München. Gegen Ende dieses Zeitraumes gründete er, zusammen mit Wissenschaftlern anderer Fakultäten, den Studiengang Wirtschaftsinformatik, als ersten an den drei Münchner Universitäten. In den Jahren 2001 bis 2004 war er Chairman des Projektes COST 274 TARSKI (Theory and Application of Relational Structures as Knowledge Instruments) der European Cooperation in Science and Technology. Daran waren 17 Nationen beteiligt.

## Werk
Gunther Schmidt ist vor allem bekannt für seine Arbeiten in der Relationalen Mathematik. Er war Mit-Initiator der internationalen Konferenz-Serie zu Relationalen und Algebraischen Methoden der Informatik RAMiCS.

## Ehrung
- R. Berghammer, B. Möller, M. Winter: Festschrift in Honour of Gunther Schmidt on the Occasion of his 75th Birthday. In: Journal of Logical and Algebraic Methods in Programming. Special. sciencedirect.com

## Bücher
- Mathematik als Wissenschaft in der Gesellschaft. Springer-Spektrum, 2023, ISBN 978-3-662-67897-8.
- Rückblick auf die Anfänge der Münchner Informatik. (= Die blaue Stunde der Informatik). Springer-Vieweg, 2020, ISBN 978-3-658-28754-2.
- mit Michael Winter: Relational Topology. (= Lecture Notes in Mathematics. vol. 2208). Springer Verlag, 2018, ISBN 978-3-319-74451-3.
- Relational Mathematics. (= Encyclopedia of Mathematics and its Applications. vol. 132). Cambridge University Press, 2011, ISBN 978-0-521-76268-7.
- mit Thomas Ströhlein: Relations and Graphs – Discrete Mathematics for Computer Scientists. (= EATCS Monographs on Theoretical Computer Science). Springer Verlag, 1993, ISBN 3-540-56254-0.
- mit Thomas Ströhlein: Relationen und Graphen. (= Mathematik für Informatiker). Springer Verlag, 1989, ISBN 3-540-50304-8.

## Herausgeberschaft
- mit H. C. M. de Swart, E. Orłowska und M. Roubens: Theory and Application of Relational Structures as Knowledge Instruments II. (= Lect. Notes in Computer Science. Vol. 4342). Springer, 2006, ISBN 3-540-69223-1.
- mit H. C. M. de Swart, E. Orłowska und M. Roubens: Theory and Application of Relational Structures as Knowledge Instruments. (= Lect. Notes in Computer Science. Vol. 2929). Springer, 2003, ISBN 3-540-20780-5.
- mit David Parnas und W. Kahl: Relational Methods in Software. In: Electronic Notes in Theoretical Computer Science. Special. vol. 44, Nr. 3, ISSN 1571-0661
- mit Ali Jaoua: Relational Methods in Computer Science. (= Information Sciences. Special). vol. 119, numbers 3+4, Elsevier.
- mit Chris Brink und W. Kahl: Relational Methods in Computer Science, Advances in Computing Science. Springer, Vienna / New York 1997, ISBN 3-211-82971-7.
- mit Ernst Mayr und G. Tinhofer: Graph-Theoretic Concepts in Computer Science. Proc. 20th Intern. Workshop WG '94, Jun 17-19, Herrsching. (= Lecture Notes in Computer Science. vol. 903). Springer, 1994, ISBN 3-540-59071-4.
- mit R. Berghammer: Graph-Theoretic Concepts in Computer Science. Proc. 17th Intern. Workshop WG '91, Jun 17-19, Richterheim Fischbachau. (= Lecture Notes in Computer Science. vol. 570). Springer, 1991, ISBN 3-540-55121-2, ISBN 0-387-55121-2.
- mit G. Tinhofer: Graph-Theoretic Concepts in Computer Science. Proc. 12th Intern. Workshop WG '86, Jun 17-19, Kloster Bernried (= Lecture Notes in Computer Science. vol. 246). Springer, 1987, ISBN 3-540-17218-1, ISBN 0-387-17218-1.
- mit Manfred Broy: Theoretical Foundations of Programming Methodology. Reidel Publishers, 1982, ISBN 90-277-1460-6.
- mit Friedrich L. Bauer: Erinnerungen an Robert Sauer, Beiträge zum Gedächtniskolloquium anläßlich seines 10. Todestages. Springer 1981.